# Cal Masdeuró
Cal Masdeuró és una casa del municipi de Sanaüja (Segarra) que formava part de l'Inventari del Patrimoni Arquitectònic de Catalunya.

## Descripció
Era una casa de grans dimensions situada al carrer Major del nucli urbà, estructurada amb planta baixa i dues plantes superiors, realitzada amb paredat amb arrebossat superior.
La planta baixa de l'edifici presentava quatre arcades de mig punt, realitzades amb carreus de mitjanes dimensions, delimitant la porxada o pas cobert, és en aquest espai on es trobava la porta principal d'accés, d'arc escarser motllurat amb un motiu decoratiu en forma de fulla d'acant a la clau de l'arc, amb una segona porta a l'esquerra de factura més senzilla.
A la primera planta, per sobre de les arcades, trobavem quatre finestrals amb balcó, col·locades simètricament amb quatre obertures, de menors dimensions situades a la segona planta o golfes. Calia destacar la presència, a la façana de l'edifici, d'un petit plafó ovalat metàl·lic amb un Sagrat Cor en relleu amb els emblemes d'una torre i un lleó a banda i banda.
A la part posterior de l'edifici, al carrer Valls, encara hi trobem un tram de les antigues muralles que tancaven el nucli, realitzades amb carreus de mitjanes dimensions, regulars i disposats a filades, rejuntats amb argamassa de calç amb sorra i pedres petites.